# Art Taylor (écrivain)
Pour les articles homonymes, voir Taylor.
Ne doit pas être confondu avec Art Taylor.
Art Taylor, né en 1968 à Richlands, en Caroline du Nord, est un écrivain américain, auteur de roman policier.

## Biographie
Il amorce ses études supérieures à l'université Yale, où il obtient un baccalauréat en études américaines, avant de décrocher une maîtrise en anglais et en écriture créative de l'université d'État de Caroline du Nord et un diplôme en écriture de fiction de l'université George Mason.
Il commence à publier des nouvelles policières pendant les années 1990 et remporte grâce à elles plusieurs prix Agatha, Anthony, Macavity et Derringer Award (d). 
En 2015, son premier roman, On the Road with Del & Louise, où apparaissent ses deux héros récurrents, Del, un petit escroc, et Louise, son impertinente compagne, est lauréat du prix Agatha du meilleur premier roman.
En 2016, il remporte également le prix Anthony de la meilleure anthologie avec Murder Under the Oaks: Bouchercon Anthology 2015.
Il est professeur agrégé d'anglais à l'université George Mason et écrit régulièrement des critiques littéraires, surtout sur des romans policiers, dans le Washington Post et dans le magazine Mystery Scene (en).
Il est le mari de l'écrivain Tara Laskowski.

## Œuvre

### Roman
- On the Road with Del & Louise (2015)

### Nouvelles

#### SérieDel & Louise
- Rearview Mirror (2010)
- Commission (2015)

#### Autres nouvelles
- By the Book (1995)
- Murder on the Orient Express (1995)
- An Internal Complaint (2007)
- A Voice from the Past (2009)
- A Drowning at Snow's Cut (2011)
- The White Rose of Memphis (2011)
- When Duty Calls (2012)
- The Care and Feeding of Houseplants (2013)
- Ithaca 37 (2013)
- The Odds Are Against Us (2014)
- Parallel Play (2015)
- Restoration (2016)
- The Great Detective Reflects (2016)
- Fairy Tale (2017)
- A Necessary Ingredient (2018)
- English 398: Fiction Workshop (2018)
- Better Days (2019)
- Hard Return (2019)
- The Boy Detective and The Summer of ’74 (2020)
- The Invisible Band (2022)
- Two for One (2024)

### Anthologies
- Murder Under the Oaks: Bouchercon Anthology 2015 (2015)
- California Schemin’: The 2020 Bouchercon Anthology (2020)

## Prix et distinctions

### Prix
- Derringer Award (d) 2011 pour Rearview Mirror[1]
- Derringer Award (d) 2012 pour A Drowning at Snow's Cut[2]
- Derringer Award (d) 2013 pour When Duty Calls[3]
- Prix Macavity 2014 de la meilleure nouvelle pour The Care and Feeding of Houseplants[4]
- Prix Agatha 2015 du meilleur premier roman pour On the Road with Del & Louise[5]
- Prix Anthony 2015 de la meilleure nouvelle pour The Odds Are Against Us[6]
- Prix Anthony 2016 de la meilleure anthologie pour Murder Under the Oaks: Bouchercon Anthology 2015[6]
- Prix Agatha 2017 de la meilleure nouvelle pour Parallel Play[5]
- Prix Macavity 2017 de la meilleure nouvelle pour Parallel Play[4]
- Prix Edgar-Allan-Poe 2019 de la meilleure nouvelle pour English 398: Fiction Workshop[7]
- Prix Macavity 2019 de la meilleure nouvelle pour English 398: Fiction Workshop[4]
- Prix Macavity 2020 de la meilleure nouvelle pour Better Days[4]

### Nominations
- Prix Macavity 2013 de la meilleure nouvelle pour When Duty Calls[4]
- Prix Anthony 2014 de la meilleure nouvelle pour The Care and Feeding of Houseplants[6]
- Prix Agatha 2014 de la meilleure nouvelle pour The Care and Feeding of Houseplants[5]
- Prix Macavity 2015 de la meilleure nouvelle pour The Odds Are Against Us[4]
- Prix Agatha 2015 de la meilleure nouvelle pour The Odds Are Against Us[5]
- Prix Macavity 2016 du meilleur premier roman pour On the Road with Del & Louise[4]
- Prix Anthony 2016 du meilleur premier roman pour On the Road with Del & Louise[6]
- Prix Anthony 2017 de la meilleure nouvelle pour Parallel Play[6]
- Prix Anthony 2018 de la meilleure nouvelle pour A Necessary Ingredient[6]
- Prix Macavity 2018 de la meilleure nouvelle pour A Necessary Ingredient[4]
- Prix Anthony 2019 de la meilleure nouvelle pour English 398: Fiction Workshop[6]
- Prix Agatha 2019 de la meilleure nouvelle pour Better Days[5]
- Prix Anthony 2020 de la meilleure nouvelle pour Better Days[6]
- Prix Anthony 2020 de la meilleure nouvelle pour Hard Return[6]
- Prix Agatha 2020 de la meilleure nouvelle pour The Boy Detective and The Summer of ’74[5]
- Prix Anthony 2021 de la meilleure nouvelle pour The Boy Detective and The Summer of ’74[6]
- Prix Anthony 2021 de la meilleure anthologie pour California Schemin’: The 2020 Bouchercon Anthology[6]
- Prix Macavity 2021 de la meilleure nouvelle pour The Boy Detective and The Summer of ‘74[4]
- Prix Agatha 2022 de la meilleure nouvelle pour The Invisible Band[5]
- Prix Macavity 2025 de la meilleure nouvelle pour Two for One[4]